# Edificio del Notariado
Das Edificio del Notariado ist ein Bauwerk in der uruguayischen Landeshauptstadt Montevideo.
Das infolge eines 1962 zu seiner Errichtung durchgeführten Wettbewerbs erbaute Gebäude befindet sich im Barrio Cordón an der Avenida 18 de Julio 1730 und der Calle Guayabos zwischen den Straßen Magallanes und Gaboto. Als Sieger des Wettbewerbs zeichnete das Estudio 5 und dessen Architekten C. Barañano, J. Blumstein, J. Ferster, G. Rodríguez Orozco und Rodriguez Juanotena für den Bau verantwortlich. Das Edificio del Notariado beherbergt Büroräumlichkeiten und eine Einkaufspassage. Im Gebäude befindet sich der Sitz der uruguayischen Notarkammer (Asociación de Escribanos) in den oberen Stockwerken, die Caja Notarial de Jubilaciones im Erdgeschoss und ein auch als Theater genutztes Auditorium mit einer Kapazität von 300 Personen.